# Buena Nueva
Buena Nueva is een plaats in het Argentijnse bestuurlijke gebied Guaymallén in de provincie Mendoza. De plaats telt 11.100 inwoners.